# تپه اسکندرنژاد
تپه اسکندرنژاد در شهرستان گنبدکاووس، بخش مرکزی، روستای پشمکی واقع شده و این اثر در تاریخ ۲۲ تیر ۱۳۷۹ با شمارهٔ ثبت ۲۷۱۶ به‌عنوان یکی از آثار ملی ایران به ثبت رسیده است.